# Declaració dels Drets de l'Infant
|  | No s'ha de confondre amb Convenció sobre els drets de l'infant. |

.

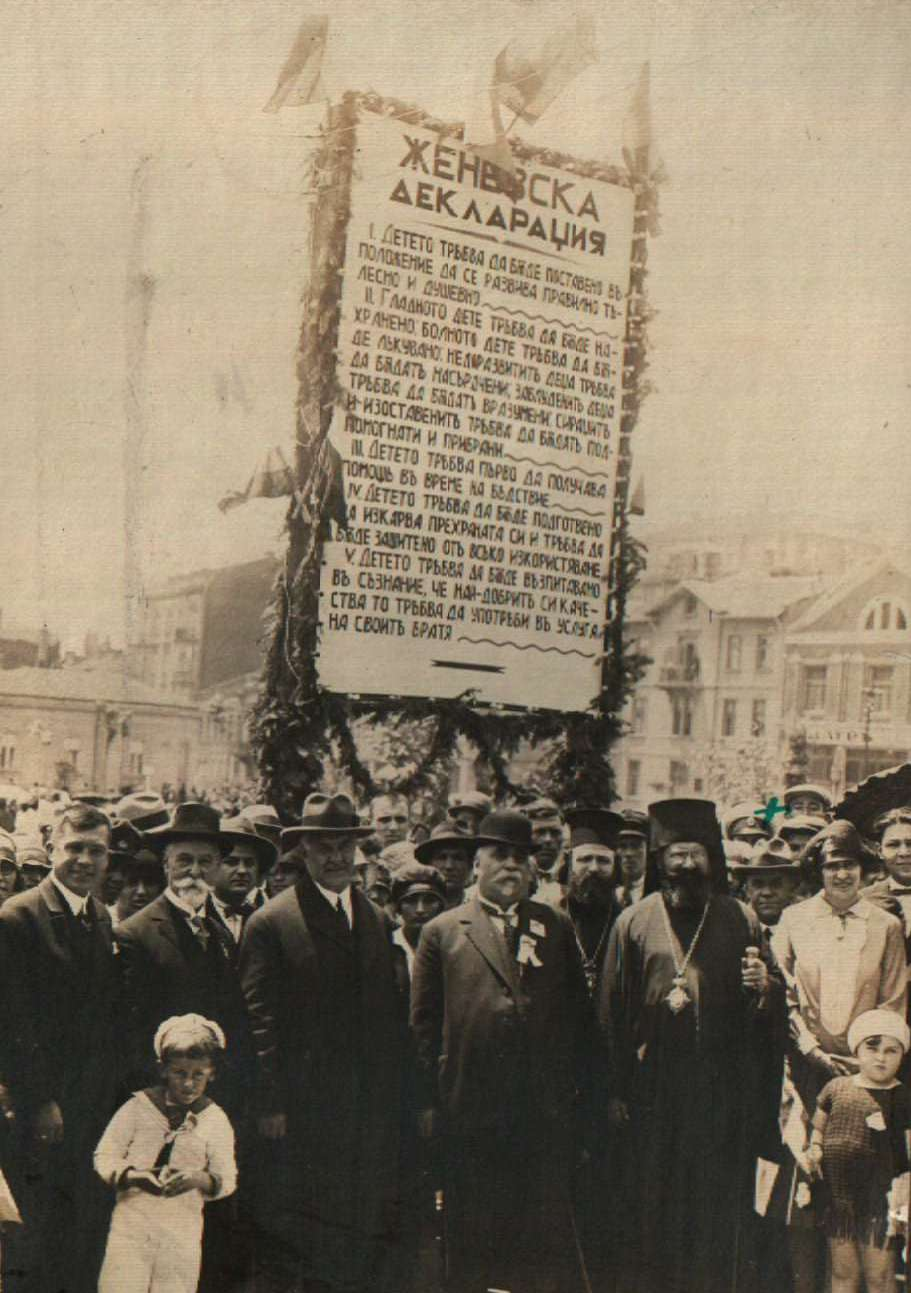
Dia dels Infants de 1928 a Bulgària. El text del rètol és la Declaració de Ginebra. Al davant hi ha el primer ministre Andrey Lyapchev i l'exarca Esteve I de Bulgària

La Declaració dels Drets de l'Infant, també coneguda a Declaració de Ginebra sobre els Drets de l'Infant, és un document internacional que promou els drets de l'infant. La va redactar Eglantyne Jebb i la va adoptar la Societat de les Nacions l'any 1924. Les Nacions Unides van adoptar el text l'any 1959.

## La Declaració dels Drets de l'Infant de 1924
El text de la declaració, publicat per la Unió Internacional Save the Children a Ginebra el 23 de febrer de 1923, és el següent:

1. Els infants han de rebre els mitjans necessaris per al seu desenvolupament normal, tant material com espiritual.
2. L'infant que té gana s'ha d'alimentar, s'ha d'alletar l'infant que està malalt, s'ha d'ajudar l'infant retardat, s'ha de recuperar l'infant delinqüent, i s'ha d'acollir i donar suport a l'orfe i l'abandonat.
3. L'infant ha de ser el primer a rebre alleujament en moments de dificultat.
4. L'infant s'ha de posar en condicions de manutenció i s'ha de protegir contra qualsevol forma d'explotació.
5. L'infant s'ha de criar amb la consciència que ha de dedicar el talent al servei dels altres.

## Història
Després de considerar diverses opcions, inclosa la de redactar una declaració completament nova, les Nacions Unides van resoldre el 1946 adoptar el document, en una versió molt ampliada, com una declaració pròpia dels drets dels nens. En el procés de redacció es van implicar diversos governs. Una versió lleugerament ampliada, amb set punts en comptes de cinc, es va adoptar el 1948. El 20 de novembre de 1959 l'Assemblea General de les Nacions Unides va adoptar una Declaració dels drets de l'infant, basada en l'estructura i el contingut de l'original de 1924, amb deu principis. Una resolució adjunta, proposada per la delegació de l'Afganistan, va demanar als governs que reconeguessin aquests drets, que esforcessin per la seva acceptació i que publiquessin el document el més àmpliament possible. Aquesta data s'ha adoptat com a Dia Internacional de la Infància.
Aquesta declaració va ser seguida el 1989 per la Convenció sobre els drets de l'infant, adoptada per l'Assemblea General de les Nacions Unides, adoptada i oberta per a la seva signatura, ratificació i adhesió per la resolució de l'Assemblea General 44/25 del 20 de novembre de 1989; entrada en vigor el 2 de setembre de 1990, d'acord amb l'article 49.